# Kalduni
Kalduni são pasteis feitos com massa de farinha de trigo não levedada, com um recheio de carne picada, cozidos em água e normalmente servidos com um molho. São típicos da Bielorrússia, mas aparentemente populares nos países vizinhos.
A massa é feita misturando água, farinha e sal, até se poder fazer uma bola, que é depois amassada com as mãos numa superfície enfarinhada e deixada a descansar algum tempo. Depois, é estendida até uma espessura fina e cortada em rodelas, que se recheiam, se fecham e se cozem em água fervente até subirem para a superfície. O recheio mais simples é uma mistura de carne, cebola e alho moídos e temperados com sal e pimenta. 